# Don't Go Away - No Te Vallas
Don't Go Away - No Te Vallas је макси сингл Драгане Мирковић и Хосе Фелисијана издат је 2014. године.
Овај макси сингл издат је крајем јула. Драгана је била гост у пројекту популарног порториканског певача Хосе Фелисијана који је прослављао 50 година каријере, иначе добитника девет греми награда. Песма је отпевана на енглеском и на шпанском језику, постоје и ремикс верзије. Уз CD се добијао и DVD са спотовимаː Don't Go Away / No Te Vallas, No Te Vallas / Don't Go Away и Don'T Go Away / No Te Vallas - Lambaton Remix.